# Paranerita polyxenus
Paranerita polyxenus là một loài bướm đêm thuộc phân họ Arctiinae, họ Erebidae.